# Christian Gmünder
Christian Gmünder (* 12. Februar 1980 in Leutkirch) ist ein deutscher Fußballtrainer und ehemaliger Fußballspieler.

## Karriere

### Als Spieler
In der Jugend spielte Gmünder für den FC Augsburg, den FC Memmingen und den SV Weiler.
Von 2001 bis 2003 war er beim SV Sandhausen unter Vertrag. Danach wechselte Christian Gmünder zum SC Pfullendorf, bei dem bis 2005 spielte. Nach einem Jahr beim Regionalligisten SSV Reutlingen wechselte er 2006 zum 1. FC Heidenheim 1846, welcher damals noch in der Oberliga spielte.
Im Jahr 2007 stieg er mit dem FCH in die Regionalliga Süd auf. In der Regionalligasaison 2008/09 schaffte er mit den Heidenheimern dann den Aufstieg in die 3. Liga.
Sein Profidebüt gab Gmünder am 17. März 2010, als er beim Auswärtsspiel gegen den FC Bayern München II in der 78. Spielminute eingewechselt wurde und in der 79. Minute sein erstes Drittliga-Tor erzielte.
Zur Saison 2010/11 wechselte Gmünder zum baden-württembergischen Oberligisten SV Waldhof Mannheim.
Nach nur einem Jahr in Mannheim wechselte er zu Beginn der Saison 2011/12 zum Oberligisten 1. FC Normannia Gmünd, mit dem er in die Verbandsliga abstieg. Die Spielzeit 2012/13 verbrachte er beim 1. Göppinger SV.

### Als Trainer
2013 schloss sich Gmünder dem VfR Aalen an, wo er Co-Trainer der zweiten Mannschaft sowie Leiter der VfR-Fußballschule wurde. Nach dem Abstieg der Profimannschaft des VfR aus der 2. Bundesliga in die 3. Liga im Sommer 2015 wurde Gmünder unter dem neuen Cheftrainer Peter Vollmann zum Co-Trainer des Profikaders. Nach Ende der Saison verließ Gmünder die Aalener im Sommer 2016 und schloss sich dem Trainerstab seines ehemaligen Vereins und Lokalrivalen 1. FC Heidenheim an, wo er Co-Trainer der Zweitliga-Mannschaft unter Cheftrainer Frank Schmidt wurde. Sein zunächst einjähriger Vertrag wurde im Frühjahr 2017 bis Sommer 2020 verlängert. Nach Ende der folgenden Saison installierte der FCH jedoch im Sommer 2018 mit Bernhard Raab einen neuen Co-Trainer und versetzte Gmünder von der Profimannschaft in den Jugendbereich des Vereins.
Im Sommer 2020 wechselte Gmünder in den Nachwuchsbereich des SSV Ulm 1846, bei dem er Trainer der U19-Mannschaft in der A-Junioren-Bundesliga wurde.
Im Juni 2022 übernahm er die Regionalliga-Mannschaft des 1. FC Schweinfurt 05. Dort wurde er am 27. Februar 2023 nach zwei Niederlagen in Folge freigestellt.